# لي دان (متزلجة)
لي دان (بالصينية: 李丹) هي متزلجة صينية، ولدت في 12 مايو 1986 في مدينة جيلين في الصين.

## وصلات خارجية
- لي دان على موقع SpeedSkatingBase.eu (الإنجليزية)
- لي دان على موقع SpeedSkatingNews.info (الإنجليزية)
- لي دان على موقع SpeedSkatingStats.com (الإنجليزية)
- لي دان على موقع اللجنة الأولمبية الدولية (الإنجليزية)
- لي دان على موقع أوليمبيديا (الإنجليزية)
- لي دان على موقع اللجنة الأولمبية الصينية (الإنجليزية)